# قانون‌شکنان (فیلم ۲۰۱۷)
قانون‌شکنان (به انگلیسی: The Outlaws) یک فیلم اکشن و دلهره‌آور محصول سال ۲۰۱۷ سینمای کره جنوبی به کارگردانی و نویسندگی کانگ یون سونگ با بازی ما دونگ-سئوک، یون که-سانگ و کیم سونگ-کیون است.

## داستان
این فیلم بر اساس حوادث واقعی که در سال ۲۰۰۷ اتفاق افتاد (حادثه هکساپا) ساخته شده‌است. داستان دربارهٔ یک جنگ خیابانی است که بین باند محلی که گریبونگ دو نگ را در ناحیه گورو، سئول در اختیار دارد رخ می‌دهد و …

## تولید
فیلمبرداری اصلی در ۲۷ فوریه ۲۰۱۷ آغاز شد و در ۱۹ ژوئیه ۲۰۱۷ به پایان رسید.

## دنباله‌ها
- قانون شکنان ۲ (۲۰۲۲)[۹]
- قانون شکنان ۳ (۲۰۲۳)

## بازسازی
این فیلم در نسخه هندی زبان به نام رادهه (فیلم ۲۰۲۱) بازسازی شده‌است. در ۱۳ مه ۲۰۲۱ با بازخوردهای منفی منتشر شد.

## باکس آفیس
این فیلم در ۳ اکتبر ۲۰۱۷ در کره جنوبی افتتاح شد. تا ۲۳ اکتبر، از بیش از ۵ میلیون پذیرش، ۳۶٫۳ میلیون دلار آمریکا به دست آورد. یک ماه پس از اکران، این فیلم با فروش ۴۴٫۱ میلیون دلاری، ۶٫۰۵ میلیون پذیرش داشت. تا اول دسامبر، این فیلم با فروش ۵۱٫۸ میلیون دلار به ۶٫۸ میلیون پذیرش رسید و آن را به سومین فیلم پرفروش داخلی سال در کره جنوبی و سومین فیلم پرفروش کره‌ای با رتبه R در تمام دوران تبدیل کرد.